# Torre Alta
Torre Alta o Torrealta és una antiga torre de guaita situada a la localitat de Sant Fernando, Cadis. Formava part del sistema de torres de vigilància costanera, ordenat per Felip II per a prevenir a la població d'atacs de pirates barbarescos. Aquesta torre enllaçava amb la Torre Tavira de Cadis.

## Història
Durant el segle XVI i el segle XVII la badia de Cadis va sofrir l'atac de bandes pirates. El 1553 el pirata Barba-rossa va intentar apoderar-se de Cadis, el 1587 el pirata Francis Drake saquejà la badia i, el 1596, una esquadra anglo-holandesa va atacar i saqueig la ciutat. Per a fer front a futurs atacs es van construir una sèrie de torrasses defensives al llarg de tota la costa del golf de Cadis.
La Torre Alta de l'antiga Illa de León es va construir en uns terrenys pertanyents al comte de Torre Alta a principis del segle xvii, dins del conjunt de torres de la costa de la Luz; tot i que la primera referència en la qual s'anomena aquest lloc data de març de 1524 (segons les recerques d'Andrés Ruiz Pizones),
Des de 1805 a 1820, en aquesta torre es va instal·lar un telègraf òptic militar que es comunicava a través d'altres torres amb el telègraf principal, al Govern Militar de Cadis, mitjançant el sistema telegràfic de l'enginyer Francisco Hurtado (inventat pel marquès d'Ureña). Al segle xix, hi ha testimoniatges de Pascual Madoz i Ramón de Santillán sobre la presència d'aquest telègraf, tot i que recentment José Pettenghi Estrada i María Pemán el recordaven en les seves publicacions sobre Ureña. Durant el setge francès (1810-1814), les observacions dels guaites espanyols (situats a la Torre Alta i altres llocs) es van publicar a la secció 'Partes telegráficos de la línea Arxivat 2017-08-30 a Wayback Machine. [de telegrafia òptica]', als diaris gaditans El Conciso i El Redactor General.
Als peus de la torre va tenir lloc, durant la Guerra d'Independència Espanyola, la jura de la Constitució Espanyola de 1812 per part de les tropes instal·lades a la vila, que resistien el setge de les forces napoleòniques.

### Comunicacions amb Torre Tavira
La Torre Alta es comunicava amb la Torre Tavira de Cadis. Per a això, els guaites utilitzaven un sistema basat en l'ús de diferents codis de banderes. Per exemple, s'utilitzaven quatre tipus de banderes, que, combinades de diferents maneres, formaven un total de quaranta-nou senyals. Els quatre tipus de banderes eren: Bandera (quadrada); Cua de Gall (triangle); Corneta (amb dos triangles); i Gallardet (estreta i llarga). Més tard es va afegir una bola que, col·locada en diferents posicions, indicava la nacionalitat del vaixell que s'aproximava.
Tot i que el 1762 el marí Antonio Tavira va comunicar un "Pla de senyals que s'executaran a la Torre Guaita de Cadis... [Torre Tavira]" [Veure Arxiu General de Simancas. MPD, 15, 081Secretaría de Marina, 00206], el 1779 Antonio Valdés va presentar un "Pla de senyals reservats que s'executaran a la torre de la guaita de Cadis [Torre Tavira] per a la comunicació amb el departament de l'Illa de León [Torre Alta, a San Fernando]." [Veure A.G.S. – MP I D. XVI-33]. El 1802 es publica a la Reial Illa de León (actual San Fernando) els 'Senyals que ha de fer la torre alta, per a intel·ligència de la de Tavira, i els vaixells que estiguin a la badia, o a la vista d'aquesta última torre: disposades l'any de 1802'.

## Descripció
La torre compta amb una planta quadrada i una altura de 18 metres. Construïda en pedra sedimentària local (encara que actualment està pintada de blanc), posseeix tres habitacions repartides a les seves plantes. Al terrat s'hi accedeix per escala formada sobre un arc cobert i que antigament tenia un pont llevadís.

## Situació
Torre Alta està situada en el centre de la ciutat de San Fernando, en una elevació coneguda com a Pago o Cerro de Torre Alta. A tan sols 120 metres de la torre es troba el Reial Institut i Observatori de l'Armada (ROA). També molt pròxima a la torrassa es troba una altra torre més petita, coneguda com Torrechica. Als peus del recinte de les dues torres i l'observatori es troba un parc, anomenat parc del Barrero (Camp de la Constitució).

## Conservació i protecció
Va ser declarat Bé d'Interès Cultural amb la categoria de Monument. Sota la protecció de la Declaració genèrica del Decret de 22 d'abril de 1949, i la Llei 16/1985 sobre el Patrimoni Històric Espanyol.

## Visites
Regularment s'organitzen visites a la Torre.